# Hello, Goodbye
Hello, Goodbye is een lied gecomponeerd door Paul McCartney, maar zoals gebruikelijk bij de meeste songs van The Beatles toegeschreven aan het componistenduo Lennon-McCartney en verscheen in 1967 als een single van The Beatles. Daarnaast verscheen Hello, Goodbye op het Amerikaanse Beatlesalbum Magical Mystery Tour. Op de B-kant van de single staat I Am the Walrus. Hello, Goodbye was een internationale hit en stond in verschillende landen nummer 1 in de hitlijsten, waaronder Groot-Brittannië, de Verenigde Staten en Nederland. Het wordt in Nederland gebruikt als intromuziek voor het gelijknamige televisieprogramma dat sinds 2005 door KRO-NCRV wordt uitgezonden.

## Opnamen
De opnamen van Hello, Goodbye begonnen op 2 oktober 1967 ten tijde van de opnamen voor het uiteindelijke album Magical Mystery Tour. De werktitel was toen Hello Hello. In 14 takes werd de backing track met drums, piano, orgel en percussie opgenomen. Vanaf het begin van de opnamen bevatte het lied al een einde met een reprise. Op 19 oktober werden vervolgens twee gitaarpartijen, lead vocals door Paul McCartney en backing vocals door John Lennon en George Harrison opgenomen. Ook sessiemuzikanten speelden mee op Hello, Goodbye. Op 20 oktober werden drie fluitisten en twee altviolisten opgenomen. De partijen die de fluitisten speelden, werden die avond voorgespeeld door McCartney op de piano, waarna George Martin de noten opschreef zodat de fluitisten het na konden spelen. Ten slotte werden op 25 oktober en 2 november door McCartney nog twee basgitaarpartijen opgenomen.

## Hitnoteringen

### Nederlandse Top 40
| Hitnotering: 02-12-1967 t/m 24-02-1968 | Hitnotering: 02-12-1967 t/m 24-02-1968 | Hitnotering: 02-12-1967 t/m 24-02-1968 | Hitnotering: 02-12-1967 t/m 24-02-1968 | Hitnotering: 02-12-1967 t/m 24-02-1968 | Hitnotering: 02-12-1967 t/m 24-02-1968 | Hitnotering: 02-12-1967 t/m 24-02-1968 | Hitnotering: 02-12-1967 t/m 24-02-1968 | Hitnotering: 02-12-1967 t/m 24-02-1968 | Hitnotering: 02-12-1967 t/m 24-02-1968 | Hitnotering: 02-12-1967 t/m 24-02-1968 | Hitnotering: 02-12-1967 t/m 24-02-1968 | Hitnotering: 02-12-1967 t/m 24-02-1968 | Hitnotering: 02-12-1967 t/m 24-02-1968 | Hitnotering: 02-12-1967 t/m 24-02-1968 |
| Week                                   | 1                                      | 2                                      | 3                                      | 4                                      | 5                                      | 6                                      | 7                                      | 8                                      | 9                                      | 10                                     | 11                                     | 12                                     | 13                                     |                                        |
| -------------------------------------- | -------------------------------------- | -------------------------------------- | -------------------------------------- | -------------------------------------- | -------------------------------------- | -------------------------------------- | -------------------------------------- | -------------------------------------- | -------------------------------------- | -------------------------------------- | -------------------------------------- | -------------------------------------- | -------------------------------------- | -------------------------------------- |
| Nummer                                 | 4                                      | 2                                      | 1                                      | 1                                      | 1                                      | 1                                      | 2                                      | 2                                      | 4                                      | 6                                      | 8                                      | 14                                     | 28                                     | uit                                    |

### Parool Top 20
| Hitnotering: 25-11-1967 t/m 24-02-1968 | Hitnotering: 25-11-1967 t/m 24-02-1968 | Hitnotering: 25-11-1967 t/m 24-02-1968 | Hitnotering: 25-11-1967 t/m 24-02-1968 | Hitnotering: 25-11-1967 t/m 24-02-1968 | Hitnotering: 25-11-1967 t/m 24-02-1968 | Hitnotering: 25-11-1967 t/m 24-02-1968 | Hitnotering: 25-11-1967 t/m 24-02-1968 | Hitnotering: 25-11-1967 t/m 24-02-1968 | Hitnotering: 25-11-1967 t/m 24-02-1968 | Hitnotering: 25-11-1967 t/m 24-02-1968 | Hitnotering: 25-11-1967 t/m 24-02-1968 | Hitnotering: 25-11-1967 t/m 24-02-1968 | Hitnotering: 25-11-1967 t/m 24-02-1968 | Hitnotering: 25-11-1967 t/m 24-02-1968 | Hitnotering: 25-11-1967 t/m 24-02-1968 |
| Week                                   | 1                                      | 2                                      | 3                                      | 4                                      | 5                                      | 6                                      | 7                                      | 8                                      | 9                                      | 10                                     | 11                                     | 12                                     | 13                                     | 14                                     |                                        |
| -------------------------------------- | -------------------------------------- | -------------------------------------- | -------------------------------------- | -------------------------------------- | -------------------------------------- | -------------------------------------- | -------------------------------------- | -------------------------------------- | -------------------------------------- | -------------------------------------- | -------------------------------------- | -------------------------------------- | -------------------------------------- | -------------------------------------- | -------------------------------------- |
| Nummer                                 | 15                                     | 1                                      | 1                                      | 1                                      | 1                                      | 2                                      | 2                                      | 2                                      | 3                                      | 3                                      | 7                                      | 10                                     | 16                                     | 20                                     | uit                                    |

### NPO Radio 2 Top 2000
| Nummer met noteringen in de NPO Radio 2 Top 2000 | '99  | '00  | '01  | '02  | '03  | '04  | '05  | '06  | '07 | '08  | '09  | '10 | '11  | '12  | '13  | '14-'17 | '18  |
| ------------------------------------------------ | ---- | ---- | ---- | ---- | ---- | ---- | ---- | ---- | --- | ---- | ---- | --- | ---- | ---- | ---- | ------- | ---- |
| Hello, Goodbye                                   | 1528 | 1169 | 1357 | 1422 | 1317 | 1194 | 1359 | 1183 | 996 | 1169 | 1031 | 944 | 1031 | 1415 | 1613 | -       | 1982 |

1. ↑  Een '-' betekent dat het nummer niet was genoteerd en een vetgedrukt getal geeft de hoogste notering aan.
2. ↑  Deze tabel is bijgewerkt tot en met de laatste editie (2024).